# Morkovice-Slížany
Morkovice-Slížany (německy Morkowitz-Slischan) jsou město v okrese Kroměříž ve Zlínském kraji. Leží patnáct kilometrů jihozápadně od Kroměříže. Žije zde přibližně 3 000 obyvatel.

## Historie
Místo, kde se dnes město nachází, vykazuje známky osídlení již v mladší době kamenné. Morkovice se poprvé připomínají v roce 1222 (Morckwycz). Tehdy to bylo středověké městečko s tvrzí, vodním příkopem, soudem, pivovarem i trhy. Město mělo hrdelní právo, což připomíná pranýř nedaleko kostela. První zmínky o dnes barokním kostele jsou již ze 14. století.
Nejstarší zmínka o Slížanech se vztahuje k roku 1353 (de Slezan).
Od roku 1480 se Morkovice staly majetkem slavného a mocného šlechtického rodu ze Zástřizel.
V roce 1909 byla do Morkovic přivedena lokální železnice, roku 2005 byla zrušena.
Ke spojení obou vesnic došlo v roce 1960, od roku 2000 je obec Morkovice-Slížany povýšena na město. Dominantou obce je barokní kostel s prvky gotické architektury zasvěcený svatému Janu Křtiteli.

## Obyvatelstvo

### Struktura
Vývoj počtu obyvatel za celou obec i za její jednotlivé části uvádí tabulka níže, ve které se zobrazuje i příslušnost jednotlivých částí k obci či následné odtržení.
V Morkovicích se nachází také veterinární klinika (p. František Lejsal). 
V roce 2010 v obci otevřeli obnovené košíkářské muzeum.
| Rok            | 1869  | 1880  | 1890  | 1900  | 1910  | 1921  | 1930  | 1950  | 1961  | 1970  | 1980  | 1991  | 2001  | 2011  | 2021  |
| -------------- | ----- | ----- | ----- | ----- | ----- | ----- | ----- | ----- | ----- | ----- | ----- | ----- | ----- | ----- | ----- |
| Počet obyvatel | 1 981 | 2 236 | 2 379 | 2 587 | 2 735 | 2 931 | 3 004 | 2 568 | 2 683 | 2 528 | 2 685 | 2 736 | 2 812 | 2 837 | 2 777 |
| Počet domů     | 312   | 342   | 392   | 420   | 468   | 523   | 613   | 672   | 668   | 668   | 700   | 825   | 848   | 905   | 941   |

## Městská správa

### Části města
- Morkovice
- Slížany

### Městské symboly
Znak a vlajka byly městu uděleny rozhodnutím předsedy Poslanecké sněmovny Parlamentu České republiky dne 22. ledna 2001.

## Pamětihodnosti
- Kostel Narození svatého Jana Křtitele v Morkovicích z roku 1389, později barokně přestavěn.
- Zámek Morkovice
- Pranýř
- Socha svatého Jana Nepomuckého
- Socha svatého Floriána
- Hrob Marie Tylové

## Rodáci
- Jan Opsimates (1568 – po roce 1620), českobratrský myslitel, cestovatel, vychovatel, exulant[9]
- Theodor Martinec (1909–1989), profesor mikrobiologie, rektor Masarykovy univerzity (1959–1969), předseda Společnosti pro Moravu a Slezsko (1968–1969)

## Partnerská města
- Žitavany, Slovensko

## Galerie

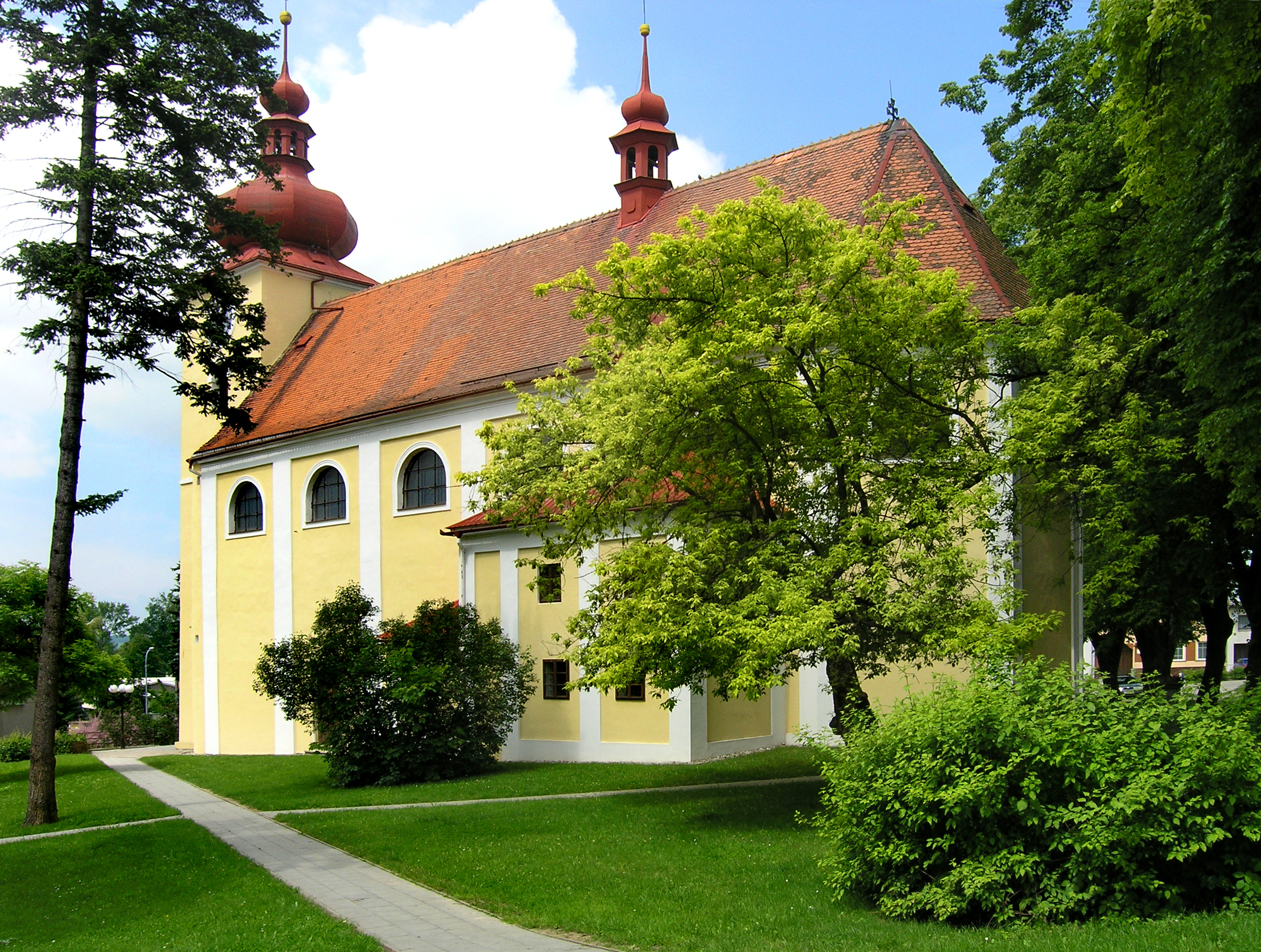
Kostel Narození svatého Jana Křtitele
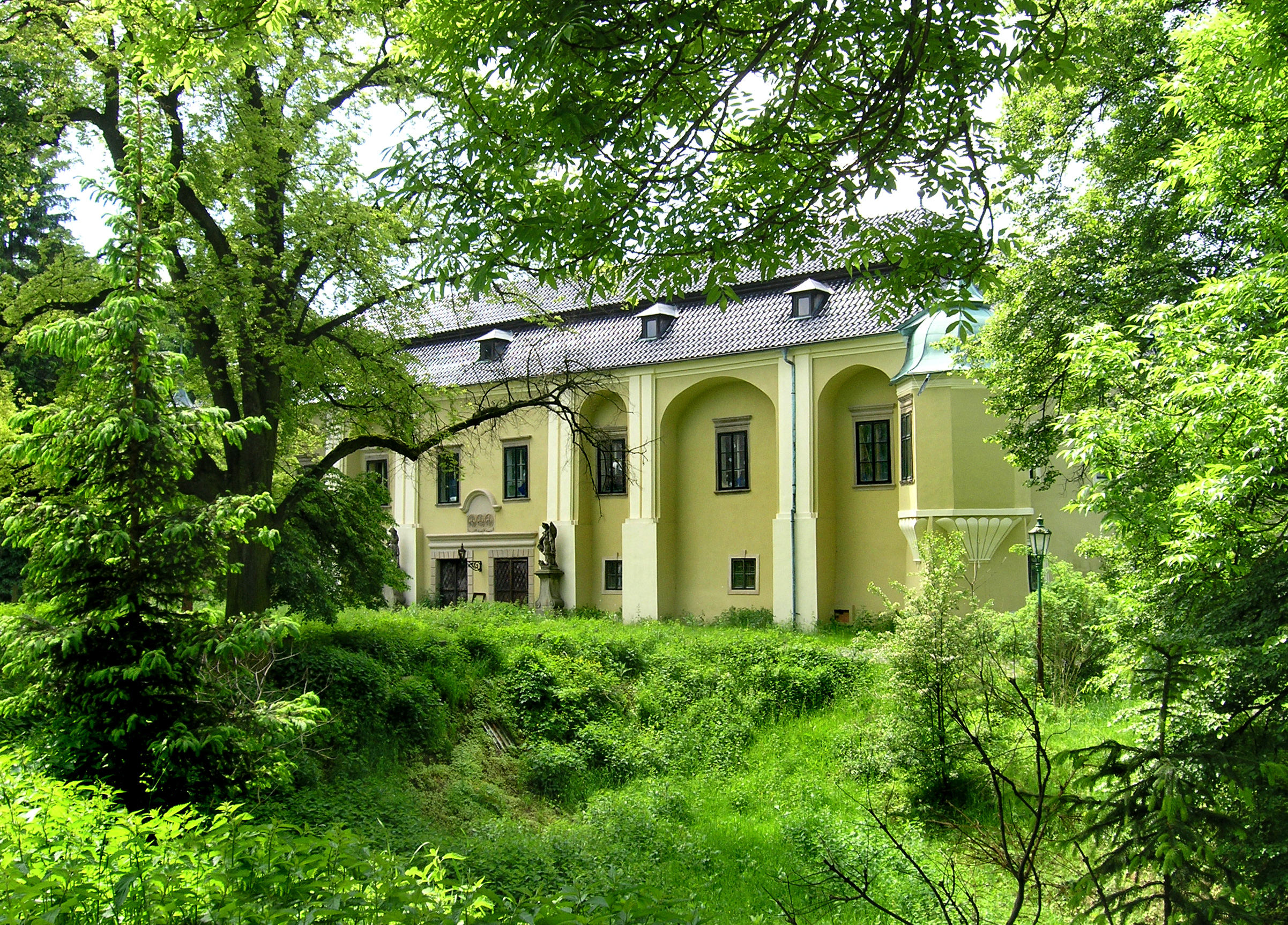
Zámek
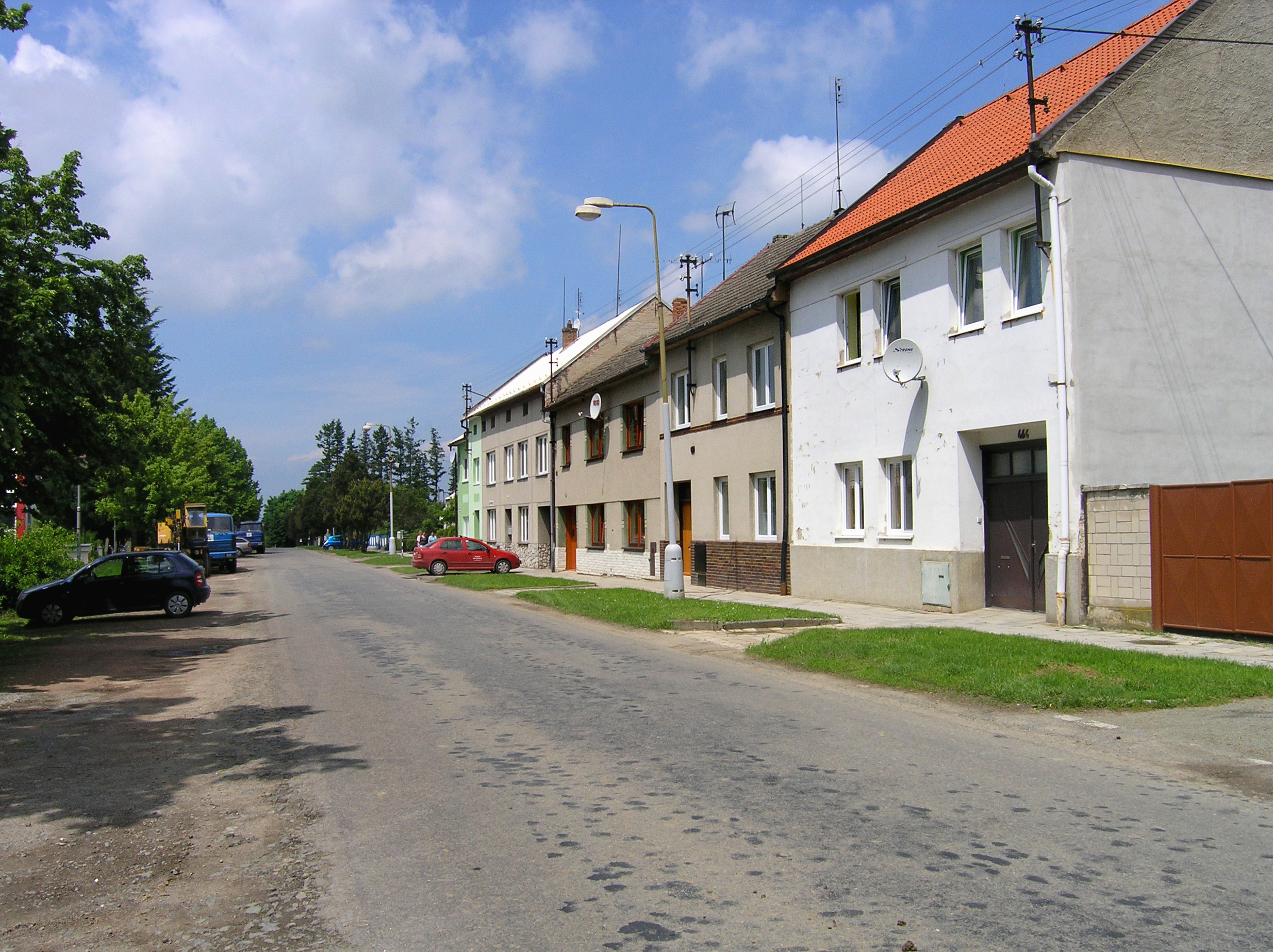
Kolaříkova ulice
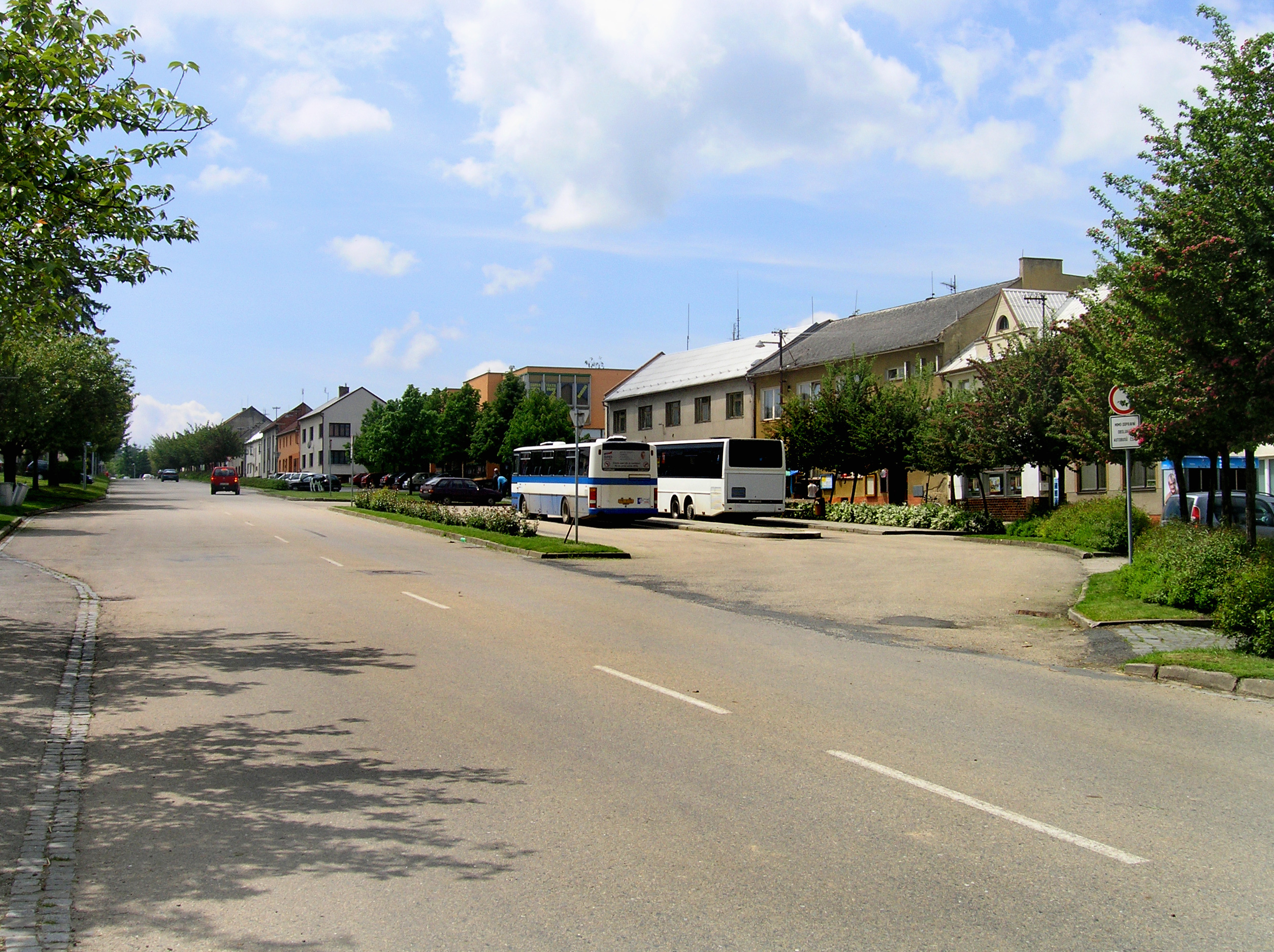
Náměstí